# Slittino ai XVII Giochi olimpici invernali - Doppio
La gara del doppio di slittino dei XVII Giochi olimpici invernali di Lillehammer si disputò nella giornata del 18 febbraio 1994 sul tracciato del Lillehammer Olympic Bobsleigh and Luge Track, situato nella frazione di Hunderfossen del comune di Lillehammer.
Il duo italiano formato da Kurt Brugger e Wilfried Huber conquistò la medaglia d'oro, mentre quelle d'argento e di bronzo andarono rispettivamente all'altra coppia azzurra di Hansjörg Raffl e Norbert Huber ed a quella tedesca di Stefan Krauße e Jan Behrendt.

## Resoconto
In base a quanto previsto dal regolamento di qualificazione, poterono prendere parte alla competizione 20 coppie e ogni comitato nazionale poté schierare fino ad un massimo di due formazioni, sulla base della classifica della Coppa del Mondo 1993/94 risultante alla data ultima per la composizione delle delegazioni che avrebbero partecipato ai Giochi olimpici da parte dei vari comitati. Presenti al via, tra gli altri concorrenti, i tedeschi Stefan Krauße e Jan Behrendt, campioni olimpici uscenti nonché detentori del titolo iridato vinto a Calgary 1993 e che trionfarono nell'ultima edizione di Coppa del Mondo, mentre delle altre due coppie a podio nell'edizione di Albertville 1992, nell'ordine i connazionali Yves Mankel e Thomas Rudolph e gli italiani Hansjörg Raffl e Norbert Huber solo la coppia azzurra fu in gara, mentre l'altro duo teutonico non riuscì a qualificarsi.
Medaglia d'oro e titolo olimpico fu appannaggio del doppio italiano composto da Kurt Brugger e Wilfried Huber, che sopravanzò sul podio quello dei connazionali Hansjörg Raffl e Norbert Huber e quello tedesco di Stefan Krauße e Jan Behrendt, rispettivamente secondi e terzi classificati; i tedeschi, che venivano da una grande striscia di trionfi, erano i favoriti per la vittoria, forti anche dei migliori tempi fatti segnare nel corso delle prove nei giorni precedenti la gara, ed effettivamente dopo la prima manche furono una delle tre coppie a stagliarsi in vetta alla classifica con oltre due decimi di vantaggio su tutte le altre compagini, ma davanti a loro i migliori parziali li fecero segnare i due doppi azzurri composti da Raffl e Norbert Huber, che realizzarono il nuovo record del tracciato, e da Brugger e Wilfried Huber. Nella seconda e decisiva discesa furono nuovamente le due coppie italiane a marcare i primi due tempi, ma questa volta a ranghi invertiti, permettendo così a Kurt Brugger e Wilfried Huber di sopravanzare i connazionali di quasi cinque centesimi e conquistare la medaglia d'oro.
Questo fu il secondo successo di un doppio italiano dopo l'oro di Paul Hildgartner e Walter Plaikner a Sapporo 1972, che giunsero primi a pari merito con gli ex tedeschi orientali Horst Hörnlein e Reinhard Bredow. Oltre ad essere un podio dominato dall'Italia, questo fu anche un podio "casalingo", essendo Wilfried e Norbert Huber fratelli; in precedenza solo le austriache Doris e Angelika Neuner nel singolo femminile ad Albertville 1992 furono in grado di compiere una simile impresa nello slittino; in questa stessa edizione dei Giochi furono inoltre presenti altri due loro fratelli: Arnold, quarto classificato nello slittino singolo maschile, e Günther Huber, che vinse la medaglia di bronzo nel bob a due.

## Risultati
| Pos. | Atleti                                 | Nazione     | 1ª manche | 2ª manche | Totale   | Distacco |
| ---- | -------------------------------------- | ----------- | --------- | --------- | -------- | -------- |
|      | Kurt Brugger Wilfried Huber            | Italia      | 48"348    | 48"372    | 1'36"720 |          |
|      | Hansjörg Raffl Norbert Huber           | Italia      | 48"274    | 48"495    | 1'36"769 | +0"049   |
|      | Stefan Krauße Jan Behrendt             | Germania    | 48"364    | 48"581    | 1'36"945 | +0"225   |
| 4    | Mark Grimmette Jonathan Edwards        | Stati Uniti | 48"617    | 48"672    | 1'37"289 | +0"569   |
| 5    | Christopher Thorpe Gordon Sheer        | Stati Uniti | 48"571    | 48"725    | 1'37"296 | +0"576   |
| 6    | Ioan Apostol Liviu Cepoi               | Romania     | 48"647    | 48"676    | 1'37"323 | +0"603   |
| 7    | Al'bert Demčenko Aleksej Zelenskij     | Russia      | 48"655    | 48"882    | 1'37"537 | +0"817   |
| 8    | Robert Gasper James Ives               | Canada      | 48"728    | 48"963    | 1'37"691 | +0"971   |
| 8    | Ihor Urbans'kyj Andrij Muchin          | Ucraina     | 48"899    | 48"792    | 1'37"691 | +0"971   |
| 10   | Tobias Schiegl Markus Schiegl          | Austria     | 48"802    | 48"893    | 1'37"695 | +0"975   |
| 11   | Aivis Švāns Roberts Suharevs           | Lettonia    | 48"949    | 48"918    | 1'37"867 | +1"147   |
| 12   | Juris Vovčoks Dairis Leksis            | Lettonia    | 49"014    | 49"201    | 1'38"215 | +1"495   |
| 13   | Hans Kohala Carl-Johan Lindqvist       | Svezia      | 48"970    | 49"268    | 1'38"238 | +1"518   |
| 14   | Steffen Skel Steffen Wöller            | Germania    | 49"217    | 49"091    | 1'38"308 | +1"588   |
| 15   | Anatolij Bobkov Gennadij Beljakov      | Russia      | 49"296    | 49"384    | 1'38"680 | +1"960   |
| 16   | Leszek Szarejko Adrian Przechewka      | Polonia     | 49"104    | 49"800    | 1'38"904 | +2"184   |
| 17   | Levan Tibilovi K'akha Vakht'angishvili | Georgia     | 49"880    | 49"504    | 1'39"384 | +2"664   |
| 18   | Atsushi Sasaki Yuji Sasaki             | Giappone    | 50"782    | 49"342    | 1'40"124 | +3"404   |
| 19   | Ilko Karacholov Ivan Karacholov        | Bulgaria    | 50"936    | 50"827    | 1'41"763 | +5"043   |
| DSQ  | Harald Rolfsen Lars-Marius Waldal      | Norvegia    | 48"728    | –         | –        | –        |

Data: venerdì 18 febbraio 1994

Ora locale 1ª manche: 10:00 (UTC+1)

Ora locale 2ª manche: 11:15 (UTC+1)

Pista: Lillehammer Olympic Bobsleigh and Luge Track

Lunghezza: 1 185 m.

Curve: 13 (9 a sinistra e 4 a destra)

Partenza: 325 m. s.l.m.

Arrivo: 240 m. s.l.m.

Dislivello: 85 m.

Legenda:
- DNS = non partiti (did not start)
- DNF = gara non completata (did not finish)
- DSQ = squalificati (disqualified)
- Pos. = posizione